# さちが丘
さちが丘（さちがおか）は、神奈川県横浜市旭区の町名。丁番を持たない単独町名である。住居表示未実施区域。

## 地理
旭区の南西部に位置し、東に二俣川、西に中希望が丘と南希望が丘、善部町、南に柏町と万騎が原、北に中尾と接している。

### 地価
住宅地の地価は、2025年（令和7年）1月1日の公示地価によれば、さちが丘89番10の地点で19万1000円/m²、さちが丘163番19の地点で26万円/m²となっている。

## 歴史
1964年に二俣川町、小高町、万騎が原の一部から新設された。町名は住民投票により、「幸」が多いようにと選ばれた瑞祥地名。

### 沿革
- 1964年（昭和39年）3月1日 - 横浜市保土ケ谷区二俣川町、小高町、万騎が原の各一部から、さちが丘を新設する[7]。
- 1969年（昭和44年）10月1日 - 保土ケ谷区から旭区が分区。横浜市旭区さちが丘となる[8]。

## 世帯数と人口
2025年（令和7年）6月30日現在（横浜市発表）の世帯数と人口は以下の通りである。
| 町丁     | 世帯数    | 人口     |
| -------- | --------- | -------- |
| さちが丘 | 4,782世帯 | 10,045人 |

### 人口の変遷
国勢調査による人口の推移。
| 年                 | 人口   |
| ------------------ | ------ |
| 1995年（平成7年）  | 7,248  |
| 2000年（平成12年） | 8,493  |
| 2005年（平成17年） | 9,218  |
| 2010年（平成22年） | 9,964  |
| 2015年（平成27年） | 10,036 |
| 2020年（令和2年）  | 10,099 |

### 世帯数の変遷
国勢調査による世帯数の推移。
| 年                 | 世帯数 |
| ------------------ | ------ |
| 1995年（平成7年）  | 2,783  |
| 2000年（平成12年） | 3,373  |
| 2005年（平成17年） | 3,578  |
| 2010年（平成22年） | 3,979  |
| 2015年（平成27年） | 4,116  |
| 2020年（令和2年）  | 4,446  |

## 学区
市立小・中学校に通う場合、学区は以下の通りとなる（2024年11月時点）。
| 番地                                  | 小学校                 | 中学校                 |
| ------------------------------------- | ---------------------- | ---------------------- |
| 1〜19番地 44〜49番地                  | 横浜市立二俣川小学校   | 横浜市立万騎が原中学校 |
| 50〜145番地 148〜160番地 169〜198番地 | 横浜市立さちが丘小学校 | 横浜市立万騎が原中学校 |
| 146〜147番地 161〜168番地             | 横浜市立万騎が原小学校 | 横浜市立万騎が原中学校 |
| 20〜43番地                            | 横浜市立中尾小学校     | 横浜市立希望が丘中学校 |

## 事業所
2021年（令和3年）現在の経済センサス調査による事業所数と従業員数は以下の通りである。
| 町丁     | 事業所数  | 従業員数 |
| -------- | --------- | -------- |
| さちが丘 | 119事業所 | 1,188人  |

### 事業者数の変遷
経済センサスによる事業所数の推移。
| 年                 | 事業者数 |
| ------------------ | -------- |
| 2016年（平成28年） | 111      |
| 2021年（令和3年）  | 119      |

### 従業員数の変遷
経済センサスによる従業員数の推移。
| 年                 | 従業員数 |
| ------------------ | -------- |
| 2016年（平成28年） | 1,103    |
| 2021年（令和3年）  | 1,188    |

## 施設
- 旭消防署さちが丘出張所
- 日吉神社
- 長昌寺
- さちが丘ダイカンプラザスポーツメント
- 半ヶ谷囃子保存会
- 横浜市立さちが丘小学校

## その他

### 日本郵便
- 郵便番号 : 241-0822[3]（集配局：横浜旭郵便局[18]）

### 警察
町内の警察の管轄区域は以下の通りである。
| 番・番地等 | 警察署   | 交番・駐在所 |
| ---------- | -------- | ------------ |
| 全域       | 旭警察署 | 二俣川交番   |

## 参考資料
- “横浜市町区域要覧” (PDF).   横浜市市民局 (2016年6月). 2023年6月6日閲覧。 “横浜市町区域要覧”